# 김옥빈
김옥빈(1987년 1월 3일~ )은 대한민국의 배우이다.

## 학력
- 광양실업고등학교 (졸업)
- 경희대학교 연극영화학과 05학번 (졸업)

## 경력
2005년 SBS 추석 특집극 《하노이 신부》 로 커리어를 시작하였다. 본격적으로 유명해진 계기는 신인 등용문인 《여고괴담 4 - 목소리》에 주인공인 영언 역할로 출연한 뒤부터로 본 작품을 통해 청룡영화상 신인여우상 후보에 오르기도 하였다.
그 후 강은경 작가의 드라마 《안녕하세요 하느님》에서 주인공을 연달아 맡으며 그 후 신인으로서 빠른 성장세를 걷기 시작했다. 연이어 청춘 드라마 《오버 더 레인보우》에서 뉴질랜드에서 가수의 꿈을 이루기 위해 한국으로 넘어온 정희수 역을 맡아 감춰진 댄스 실력과 끼를 발산하며 주목받았다.
2007년에는 《쩐의 전쟁: 보너스라운드》에 나왔고 2008년에는 이정재와 함께 《1724 기방 난동 사건》이라는 영화를 찍기도 했다.
그리고 2009년 거장 박찬욱 감독의 영화 《박쥐》를 통해 뱀파이어가 된 신부 상현(송강호 분)을 파멸로 이끄는 치명적인 순수함을 가진 태주 역을 소화하며 불과 22살에 대표작을 탄생시킨다. 본 작품을 통해 스페인 시체스 영화제에서 여우주연상을 수상하였고 《박쥐》는 칸 영화제에서 경쟁 부문에 진출하고 심사위원상을 받았다.
이후 2009년 이재용 감독의 영화 《여배우들》, 2011년에는 장훈 감독의 《고지전》에서 북한군 스나이퍼로 변신하였다.
2012년 영화 《시체가 돌아왔다》, 2013년 TV 드라마 《칼과 꽃》에 출연하는 등 꾸준하게 작품 활동을 이어나가고 있다.
2012년에는 'OK PUNK!'라는 이름의 밴드를 결성하여 활동하기도 하였다. 멤버는 리드보컬 김옥빈을 비롯해 비트겐슈타인, 닥터코어 911, N.EX.T의 기타리스트였던 데빈 리, 고고스타의 보컬&신디사이저 이태선, 딕펑스의 키보드 김현우, 칵스의 보컬&기타 이현송, 톡식의 드러머 김슬옹으로 구성되었다.
2013년 11월 28일에는 시간 여행을 다룬 SF 영화 《열한시》가 개봉했다. 2013년 상반기에는 윤계상과 함께 호흡을 맞춘 영화 《소수의견》을 촬영했다.
2014년 5월에 1994년 드라마 《서울의 달》을 집필한 김운경 작가의 신작 JTBC 드라마 《유나의 거리》에서 김옥빈은 소매치기 유나를 연기하였다. 유나의 거리는 오만가지 쓸쓸한 하류인간의 군상을 따뜻하게 녹여내 매니아층을 형성하였다. 본 작품을 통해 에이판 스타어워즈에서 우수연기상을 수상하였다.
2015년 6월 25일에는 영화 《소수의견》이 개봉했다. 원래에는 1년 전인 2014년에 개봉할 예정이었는데 용산 참사를 다룬 민감한 소재인 관계로 당시 정부와 여러 가지 압박을 받아 개봉이 연기되었다가 이듬해에야 마침내 개봉을 하게 된 것이다.
2016년, 공군 군납 비리를 다룬 영화 《1급기밀》을 촬영 후 정병길 감독의 액션 영화 《악녀》에서 킬러 숙희 역할을 소화하기 위해 액션 스쿨에서 맹렬히 연습하였다.
2017년 정병길 감독의 액션 영화 《악녀》가 제70회 칸 영화제에서 미드나잇 스크리닝 부문에 공식 초청되면서 김옥빈은 《박쥐》 이후로 칸에 다시 한번 레드 카펫을 밟게 되었다. 여담으로 그 당시 심사위원 중 한 명이 박찬욱이라, 심사위원단이 김옥빈에게 레드 와인을 선물해줬다고 한다.
2017년 4월 12일, '화이 브라더스'와 전속계약을 체결하였다.
2017년 11월 25일, 《악녀》로 청룡영화상 여우주연상 후보로 선정되어 시상식에 참가하였다.
2017년 11월 28일, 오후 서울 동대문구 디자인플라자에서 진행된 코트 브랜드 막스마라 주최 전시회 'Coats!' 기념 행사에 참석했다.
2018년 3월 3일부터 4월 22일까지 OCN에서 방영한 드라마《작은 신의 아이들》로 유나의 거리 이후 4년 만에 드라마에 복귀했다. 상대 배우는 강지환.
2018년 5월 18일, 제23회 춘사영화제에서도 《악녀》로 여우주연상 후보에 올랐으며, 여우주연상을 수상하였다.
2018년 여름, 심사숙고 후 2019년 상반기 최고 기대작 《아스달 연대기》 출연을 확정지었다. 무술에 뛰어나고 진취적인 캐릭터이며 김옥빈에게 정말 잘 어울린다는 반응을 얻어냈다. 제작진의 전작이 선덕여왕, 육룡이 나르샤 등인지라 김옥빈의 캐릭터가 비담 혹은 척사광 같은 역할이 되지 않을까 기대감을 끌고 있다. 작가가 그런 캐릭을 잘 살리는데다 여성들의 정치적 씬을 잘 뽑는 것도 있다. 미리 확정됐었던 나머지 주연 배우들은 장동건, 송중기, 김지원이다.

## 출연 작품

### 영화
| 연도 | 제목                    | 역할                  | 비고       |
| ---- | ----------------------- | --------------------- | ---------- |
| 2005 | 여고괴담 4: 목소리      | 영언                  |            |
| 2006 | 아랑                    | 여고생                | 특별출연   |
| 2006 | 다세포 소녀             | 가난을 등에 업은 소녀 |            |
| 2008 | 1724 기방난동사건       | 설지                  |            |
| 2009 | 박쥐                    | 태주                  |            |
| 2009 | 여배우들                | 김옥빈                | 각본, 출연 |
| 2011 | 고지전                  | 차태경                |            |
| 2012 | 시체가 돌아왔다         | 한동화                |            |
| 2013 | 뒷담화: 감독이 미쳤어요 | 김옥빈                |            |
| 2013 | 열한시                  | 서영은                |            |
| 2015 | 소수의견                | 공수경                |            |
| 2017 | 악녀                    | 숙희                  |            |
| 2018 | 1급기밀                 | 김정숙 기자           |            |
| 2022 | 일장춘몽                | 흰담비                |            |

### 드라마/예능
| 연도 | 제목                                | 역할           | 방송사  | 비고         |
| ---- | ----------------------------------- | -------------- | ------- | ------------ |
| 2005 | 하노이 신부                         | 리티브         | SBS     | 추석 특집극  |
| 2006 | 안녕하세요 하느님                   | 서은혜         | KBS2    | 16부작       |
| 2006 | 오버 더 레인보우                    | 정희수         | MBC     | 16부작       |
| 2007 | 쩐의 전쟁: 보너스라운드             | 이수영         | SBS     | 20부작       |
| 2011 | 탑 기어 코리아 시즌1-스타 랩타임    |                | XTM     | 74부작       |
| 2011 | 오케이 펑크 (OK, PUNK!)             |                | Mnet    | 10부작       |
| 2013 | 칼과 꽃                             | 무영(소희공주) | KBS2    | 20부작       |
| 2014 | 유나의 거리                         | 강유나         | JTBC    | 50부작       |
| 2016 | 김제동의 톡투유 - 걱정 말아요! 그대 |                | JTBC    | 111부작      |
| 2017 | 아는형님                            | 게스트(김옥빈) | JTBC    | 79회         |
| 2017 | 인생술집                            | 게스트(김옥빈) | tvN     | 24회         |
| 2018 | 작은 신의 아이들                    | 김단           | OCN     | 16부작       |
| 2019 | 아스달 연대기                       | 태알하         | tvN     | 18부작       |
| 2021 | 전지적 참견 시점                    | 게스트(김옥빈) | MBC     | 146회, 147회 |
| 2021 | 미운 우리 새끼                      | 게스트(김옥빈) | SBS     | 238회, 239회 |
| 2021 | 다크홀                              | 이화선         | OCN     | 12부작       |
| 2023 | 연애대전                            | 여미란         | NETFLIX | 12부작       |
| 2023 | 아라문의 검                         | 태알하         | tvN     | 12부작       |
| 2023 | 놀라운 토요일                       |                | tvN     |              |
| 2025 | 정글밥                              |                | SBS     |              |

### 뮤직 비디오
| 연도 | 가수   | 제목              | 비고 |
| ---- | ------ | ----------------- | ---- |
| 2006 | 박정현 | 위태로운 이야기   |      |
| 2007 | 지아   | 물끄러미          |      |
| 2007 | 지아   | 내 마음 별과 같이 |      |
| 2007 | 지아   | 수호천사          |      |
| 2011 | 스키조 | BOMB! BOMB! BOMB! |      |

### 광고
- 2006년 hy 하이후레쉬CC
- 2006년 바슈롬 리뉴 멀티플러스
- 2006년 보해상호저축은행
- 2007년 바슈롬 하루용 렌즈
- 2009년 BC카드 BC TOP 카드 (배우 윤여정, 이미숙, 고현정, 최지우, 김민희(영화 《여배우들》 출연진)와 함께 출연)
- 2017년 넥스트무브 다인
- 2021년 37GAMES 퍼즐오브Z
- 2022년 애플 아이폰 13 Pro (영화 감독 박찬욱과 함께 출연)

## 음반
- 2006년 오버 더 레인보우 OST - Start
- 2012년 OK PUNK! - Ugly
- 2012년 OK PUNK! - OK PUNK!

## 수상 및 후보
| 연도 | 시상식                       | 부문                            | 작품               | 결과 |
| ---- | ---------------------------- | ------------------------------- | ------------------ | ---- |
| 2005 | 제26회 청룡영화상            | 신인여우상                      | 여고괴담 4: 목소리 | 후보 |
| 2006 | 제42회 백상예술대상          | 영화부문 여자 신인연기상        | 여고괴담 4: 목소리 | 후보 |
| 2006 | MBC 연기대상                 | 여자 신인상                     | 오버 더 레인보우   | 후보 |
| 2006 | MBC 연기대상                 | PD상                            | 오버 더 레인보우   | 수상 |
| 2006 | KBS 연기대상                 | 여자 신인상                     | 안녕하세요 하느님  | 후보 |
| 2009 | 제45회 백상예술대상          | 영화부문 여자 신인연기상        | 1724 기방난동사건  | 후보 |
| 2009 | 제3회 Mnet 20's Choice       | Hot 무비스타 여자부문           | 박쥐               | 후보 |
| 2009 | 제17회 춘사영화제            | 여우주연상                      | 박쥐               | 후보 |
| 2009 | 제42회 시체스 영화제         | 여우주연상                      | 박쥐               | 수상 |
| 2009 | 제30회 청룡영화상            | 여우주연상                      | 박쥐               | 후보 |
| 2010 | 제7회 맥스무비 최고의 영화상 | 최고의 여자배우상               | 박쥐               | 후보 |
| 2010 | 그린글로브 영화시상식        | 최우수 해외 여우주연상          | 박쥐               | 후보 |
| 2010 | 제46회 백상예술대상          | 영화부문 여자 최우수연기상      | 박쥐               | 후보 |
| 2010 | 제46회 백상예술대상          | 영화부문 여자 인기상            | 박쥐               | 후보 |
| 2013 | KBS 연기대상                 | 중편드라마부문 여자 우수연기상  | 칼과 꽃            | 후보 |
| 2014 | 제3회 에이판 스타 어워즈     | 장편드라마부문 여자 우수연기상  | 유나의 거리        | 수상 |
| 2015 | 제51회 백상예술대상          | TV부문 여자 최우수연기상        | 유나의 거리        | 후보 |
| 2016 | 제21회 춘사영화제            | 여우조연상                      | 소수의견           | 후보 |
| 2017 | 제26회 부일영화상            | 여우주연상                      | 악녀               | 후보 |
| 2017 | 제1회 더 서울어워즈          | 영화부문 여우주연상             | 악녀               | 후보 |
| 2017 | 제54회 대종상                | 여우주연상                      | 악녀               | 후보 |
| 2017 | 제38회 청룡영화상            | 여우주연상                      | 악녀               | 후보 |
| 2018 | 제54회 백상예술대상          | 영화부문 여자 최우수연기상      | 악녀               | 후보 |
| 2018 | 제23회 춘사영화제            | 여우주연상                      | 악녀               | 수상 |
| 2023 | 서울콘 에이판 스타 어워즈    | 장편드라마 부문 여자 우수연기상 | 아라문의 검        | 수상 |